# Polinices uber
Polinices uber är en snäckart som först beskrevs av Achille Valenciennes 1832.  Polinices uber ingår i släktet Polinices och familjen borrsnäckor. Inga underarter finns listade i Catalogue of Life.